# Бичахчян, Вардан Ваганович
Вардан Ваганович Бичахчян (арм. Վարդան Վահանի Բիչախչյան; род. 15 июля 1977, Ленинакан) — армянский футболист, тренер.

## Карьера
Играл в нападении и полузащите за различные команды высшей лиги Армении, наибольшее количество матчей провёл за «Ширак». Там же завершил карьеру игрока и перешёл на тренерскую работу.
Летом 2020 года после длительного периода пребывания на посту главного тренера «Ширака» перебрался в «Арарат». В январе 2022 года покинул «Арарат».
С июня 2022 года — главный тренер клуба «Арарат-Армения». В июне 2023 года, с истечением срока действия договора, Бичахчян покинул этот пост.

## Достижения
В качестве игрока
- Вице-чемпион Армении: 1995/96, 1997, 1998, 2004

В качестве тренера
- Чемпион Армении: 2012/13
- Вице-чемпион Армении: 2013/14, 2015/16
- Обладатель Кубка Армении: 2011/12, 2016/17, 2020/21
- Финалист Кубка Армении: 2011
- Обладатель Суперкубка Армении: 2013, 2017

Личные
- Тренер года в Армении: 2016[6]
- Лучший тренер Премьер-лиги Армении: 2020/21[7]

## Родственные связи
Сын Ваган (род. 1999) — футболист.